# واتروس (نیومکزیکو)
واتروس (به انگلیسی: Watrous) یک منطقهٔ مسکونی در ایالات متحده آمریکا است که در شهرستان مورا، نیومکزیکو واقع شده‌است. واتروس ۱۳۵ نفر جمعیت دارد و ۱٬۹۵۷٫۱۴ متر بالاتر از سطح دریا واقع شده‌است.